# Jamis Gadafi
Jamis Gadafi (27 de mayo de 1984 - 29 de agosto de 2011) fue un militar que estuvo a cargo de la Brigada Jamis del Ejército de la Gran Yamahiriya Árabe Libia Popular Socialista y fue el hijo menor del líder libio Muamar el Gadafi.
El 20 de octubre de 2012 se rumoreó que había sido asesinado en Bani Walid durante los combates posteriores a la Guerra de Libia de 2011, pero luego se publicó un audio de Moussa Ibrahim en el que este desmentía las versiones y aclaraba que tanto él como Jamis se encontraban fuera de Libia.
Finalmente se lo encontró muerto en Tarhuna.